# Muzeum Azji i Pacyfiku im. Andrzeja Wawrzyniaka w Warszawie

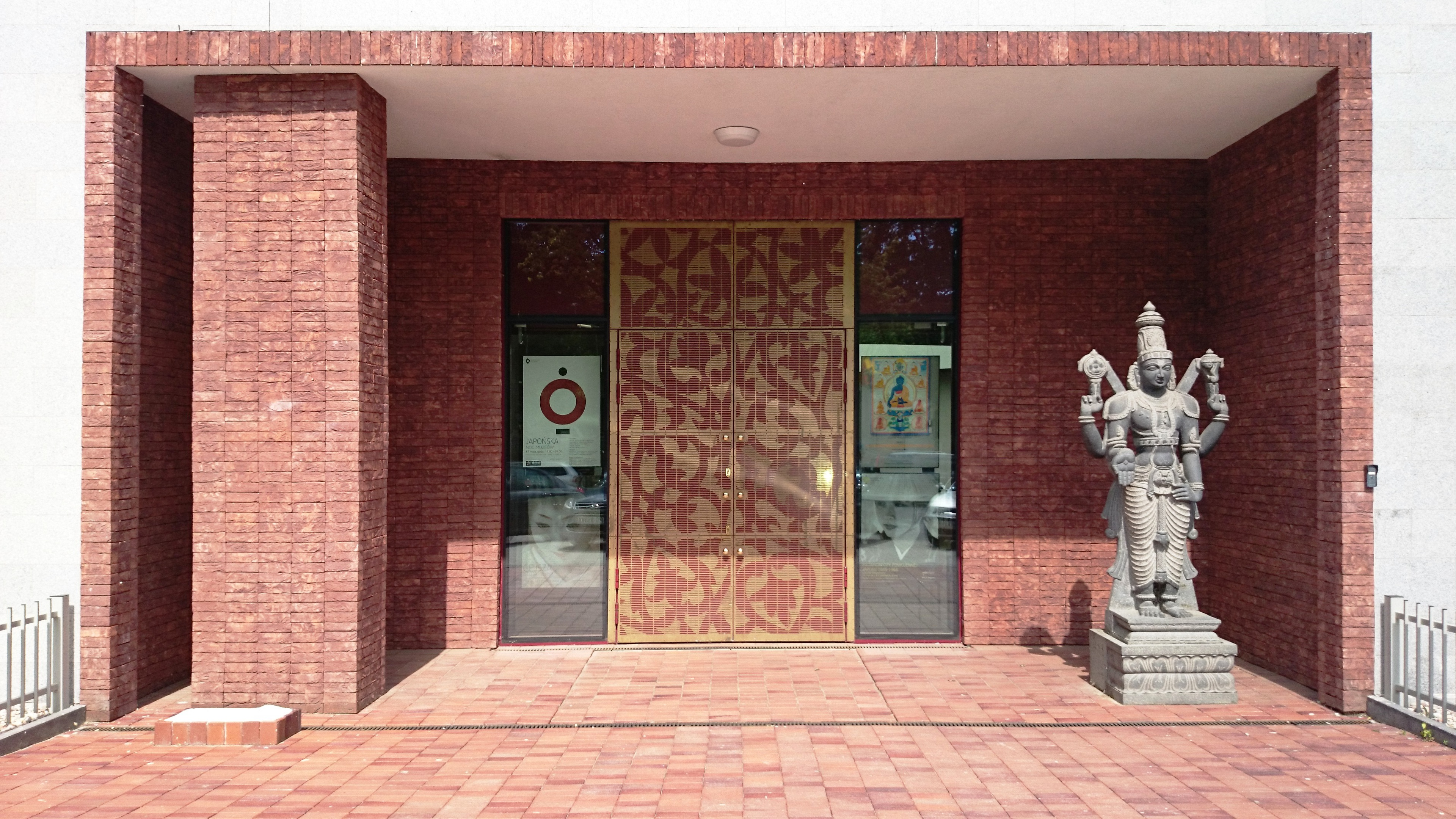
Główne wejście do nowego budynku muzeum przy ul. Solec

Muzeum Azji i Pacyfiku im. Andrzeja Wawrzyniaka w Warszawie – muzeum założone w 1973 roku w Warszawie. Jest jedynym w Polsce posiadającym wyłącznie zbiory poświęcone kulturom krajów Azji, Oceanii oraz Australii.
Muzeum mieści się w dwóch zabytkowych dwupiętrowych budynkach dawnej rzeźni miejskiej przy ul. Solec 24 oraz na parterze sąsiadującego z nimi apartamentowca.

## Historia muzeum
Historia Muzeum Azji i Pacyfiku zaczęła się od prywatnej kolekcji dzieł sztuki i rzemiosła Indonezji, którą gromadził Andrzej Wawrzyniak, jako polski dyplomata zatrudniony w Ambasadzie w Dżakarcie pomiędzy 1961 a 1971 r. Kolekcja ta obejmowała około 3 tys. obiektów, wśród których były broń, maski, tkaniny, rzeźby, obrazy, przedmioty codziennego użytku, lalki teatralne i inne. Tak ogromna i różnorodna kolekcja była niemożliwa do utrzymania przez osobę prywatną ze względu m.in. na wysokie koszty stałych, koniecznych, profesjonalnych konserwacji, konieczność zapewnienia odpowiednich magazynów oraz profesjonalnego, merytorycznego opracowania.
Po powrocie do Polski w 1971 r. właściciel rozpoczął starania o przekształcenie jej w samodzielne muzeum z jednoczesną nominacją dla siebie jako dożywotniego dyrektora i kustosza. Pomysł podsunął mu zaprzyjaźniony z nim etnograf-kustosz Muzeum Etnograficznego w Krakowie dr Janusz Kamocki, opierając się na precedensowym przekazaniu w ten sposób kolekcji starych zegarów państwu przez Andrzeja Przypkowskiego w Jędrzejowie. Aktem notarialnym z dn. 26 lutego 1973 r. Andrzej Wawrzyniak przekazał swoją kolekcję na rzecz skarbu państwa, zostając kierownikiem Muzeum Archipelagu Nusantary znajdującego się w strukturach Muzeum Historycznego m. st. Warszawy (obecnie Muzeum Warszawy).
Na wniosek Ministerstwa Kultury i Sztuki w 1976 r. powołane zostało Muzeum Azji i Pacyfiku w Warszawie (z nową nazwą) jako samodzielna jednostka budżetowa mająca osobowość prawną. Organem założycielskim był Prezydent m.st. Warszawy i Ministerstwo Kultury i Sztuki, które sprawowało nadzór zwierzchni. W późniejszym okresie organ założycielski zmieniał się, a od 1999 r. jest nim Samorząd Województwa Mazowieckiego.
29 sierpnia 2017 r. Sejmik Województwa Mazowieckiego podjął uchwałę o nadaniu Muzeum Azji i Pacyfiku w Warszawie imienia Andrzeja Wawrzyniaka. W ten sposób władze województwa zdecydowały się uhonorować twórcę i wieloletniego dyrektora Muzeum oraz jego zasługi dla powstania i rozwoju tej instytucji.

## Dyrektorzy
- Andrzej Wawrzyniak (1973–2013)
- Joanna Wasilewska (2013–2023)[5][6]
- Józef Zalewski (p.o. od 2023)

## Budynki
Pierwszą stałą siedzibą muzeum były dwa bliźniacze, późnoklasycystyczne budynki z 1854 r. zaprojektowane przez Piotra Frydrycha, znajdujące się przy ul. Solec 24. Pierwotnie, do lat 30. XX wieku, służyły jako biura i mieszkania pracowników rzeźni miejskiej, zaś po wojnie stanowiły budynki mieszkalne. W momencie utworzenia Muzeum Archipelagu Nusantary postanowiono, że znajdą się tam magazyny eksponatów, pracownie i biura, a ponadto, że między oboma budynkami powstanie – na koszt państwa – specjalny, trzeci budynek z przeznaczeniem na wystawy. Zabytkowe budynki wymagały jednak remontu, w związku z czym zbiory oraz biura Muzeum były rozproszone w różnych miejscach stolicy. W latach 1981–1983 Muzeum działało więc w kilku lokalizacjach, co utrudniało bieżącą pracę: dyrekcja, pracownicy merytoryczni i pracownie techniczne przy ul. Jazdów 2, główna część zbiorów w Aninie (w 1983 r. było to 8 tys. eksponatów), pewna część zbiorów przy ul. Nałęczowskiej 40 w domu dyrektora, reszta zbiorów w piwnicy Pałacyku Wierzbickich (Szkole Muzycznej) przy ul. Grochowskiej 64, zaś wystawy przy ul. Nowogrodzkiej 18 a. Pierwszy odremontowany budynek przy ul. Solec 24 oddano do użytku w 1983 r. a drugi, rok później. Przez kolejne lata działalności dyr. Andrzej Wawrzyniak starał się o powstanie nowego budynku z przeznaczeniem przede wszystkim dla wystaw stałych.
W 2002 roku Muzeum podpisało umowę z inwestorem, spółką EuroCity, na dzierżawę części działki przy ul. Solec 24 w celu budowy budynku biurowego, mieszczącego również siedzibę Muzeum. Na parterze tego budynku zaplanowano ekspozycje Muzeum. Budowa gmachu rozpoczęła się wiosną 2006 r. W czasie budowy zmieniono koncepcję jego przeznaczenia na apartamentowiec z częścią muzealną. Budynek został oddany do użytku w 2013 r. Od maja 2014 roku Muzeum organizuje w nowym budynku wystawy czasowe, a w 2016 r. otwarto pierwszą część ekspozycji stałej. Po raz pierwszy w dziejach tej instytucji pod jednym dachem znalazły się sale ekspozycyjne, magazyny i pracownie.

## Oaza Azjatycka
Atrakcją Muzeum jest teren o charakterze ogrodowym, tzw. Oaza Orientalna. Jest to niewielki ogródek, pośród którego stopniowo rozmieszczano rozmaite obiekty o azjatyckim charakterze. Główny jego punkt stanowi kopia wietnamskiej „Pagody na Jednej Nóżce”, buddyjskiej świątyni z XI w., znajdującej się w Hanoi. Kwadratową budowlę na pojedynczym, kolistym słupie, wznieśli w 1988 r. z okazji 15-lecia Muzeum majstrzy przybyli z Wietnamu. Była później kilkakrotnie przenoszona, w czasie przekształceń, którym podlegała Oaza. Kolejny ważne elementy to nepalski dzwon świątynny autorstwa ludwisarza Dahrana, ofiarowany Muzeum przez Motilala Dugara; kamienna rzeźba Miłosza Płonki „Budda kreacyjny” oraz ceramiczne płaskorzeźby autorstwa Pawła Wolańskiego przedstawiające chińskie smoki bawiące się perłą. W 2000 r. w głębi terenu przy Wisłostradzie wzniesiono drewnianą altankę w stylu nawiązującym do chińskiej architektury. Ścianę nowego budynku, widoczną z ogrodu zdobi czarno-białe sgraffito „Jawajski teatr cieni” według projektu prof. Tytusa Sawickiego z Wydziału Konserwacji Akademii Sztuk Pięknych w Warszawie. Kolejne fragmenty sgraffita są od 2012 r. wykonywane co roku, na wiosnę, przez studentów ASP pod kierunkiem tegoż autora. Najnowszy projekt Oazy pochodzi z 2012 r. (proj. Agata Brzezińska) i składa się z dwóch części: naziemnej przy budynku dyrekcji i „wiszącej” – umieszczonej w głębi działki, bliżej ruchliwej Wisłostrady – na dachu magazynów muzealnych.

## Kolekcja
Oprócz założycielskiej kolekcji indonezyjskiej – w skład której wchodzi m.in. wspaniała biała broń, bogate tkaniny, niezliczone lalki teatralne i maski, instrumenty muzyczne, rzeźby i obrazy współczesnych artystów – w zbiorach Muzeum szczególnie bogato reprezentowana jest Mongolia, Indie, Nepal, Tybet, Wietnam, Birma, Laos, Chiny, Azja Środkowa (Uzbekistan, Tadżykistan, Turkmenistan, Kazachstan, Kirgistan), Afganistan, Papua-Nowa Gwinea i Vanuatu.
Niemal od początku Muzeum gromadziło nie tylko zbiory pochodzenia azjatyckiego, ale też dzieła artystów polskich, inspirowane Azją. Szczególne miejsce zajmują tu prace Andrzeja Strumiłły, a także Aleksandra Kobzdeja, Tadeusza Kulisiewicza, Romana Opałki czy Stanisława Poznańskiego. Muzeum jest też mecenasem działań artystycznych – w latach 70. i 80. plakaty projektowali dla niego czołowi polscy artyści tej dziedziny, do niedawna powstawały medale pamiątkowe autorstwa wybitnych twórców.
Ponieważ Muzeum Azji i Pacyfiku działało przez wiele lat bez ekspozycji stałej, swoje zbiory prezentowało na wystawach czasowych, głównie w dwóch swoich niewielkich dodatkowych siedzibach: Galerii Nusantara przy ul. Nowogrodzkiej 18a i Galerii Azjatyckiej 5 przy ul. Freta na Nowym Mieście w Warszawie, a także w wielu miejscach na terenie Polski i za granicą. W ciągu 40 z górą lat działalności Muzeum zorganizowało ich około tysiąca, oprócz własnych zbiorów prezentując także twórczość współczesnych artystów oraz dorobek fotografików.

## Biblioteka Azjatycka

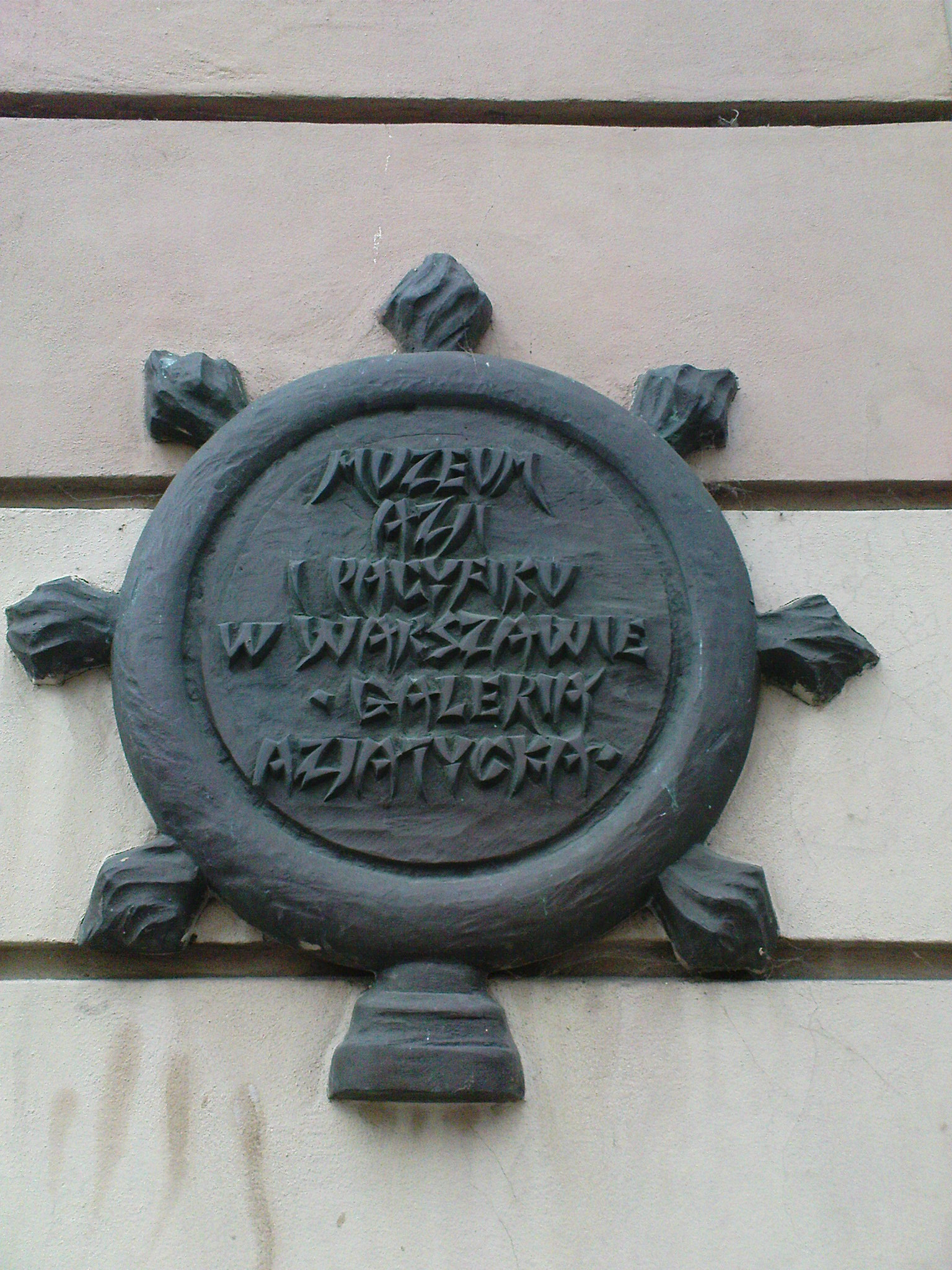
Tablica „Muzeum Azji i Pacyfiku. Galeria Azjatycka”

Biblioteka Azjatycka liczy ponad 14 tysięcy woluminów. Gromadzi głównie publikacje naukowe o kulturze materialnej i duchowej krajów Azji, Australii oraz Oceanii. Początek Bibliotece dał prywatny księgozbiór Andrzeja Wawrzyniaka, założyciela i pierwszego dyrektora Muzeum. Najstarsze druki biblioteczne pochodzą z XIX wieku, wiele z nich jest bogato ilustrowanych. Biblioteka gromadzi publikacje krajowe i zagraniczne, zarówno o charakterze akademickim, jak i artystycznym i popularnym, w tym wiele dzieł unikatowych w zbiorach polskich. Istotne miejsce zajmują w niej katalogi muzealne, otrzymywane w ramach współpracy z muzeami z całego świata. W Bibliotece znaleźć również liczne czasopisma specjalistyczne, słowniki i encyklopedie oraz katalogi aukcyjne sztuki azjatyckiej.

## Wystawy

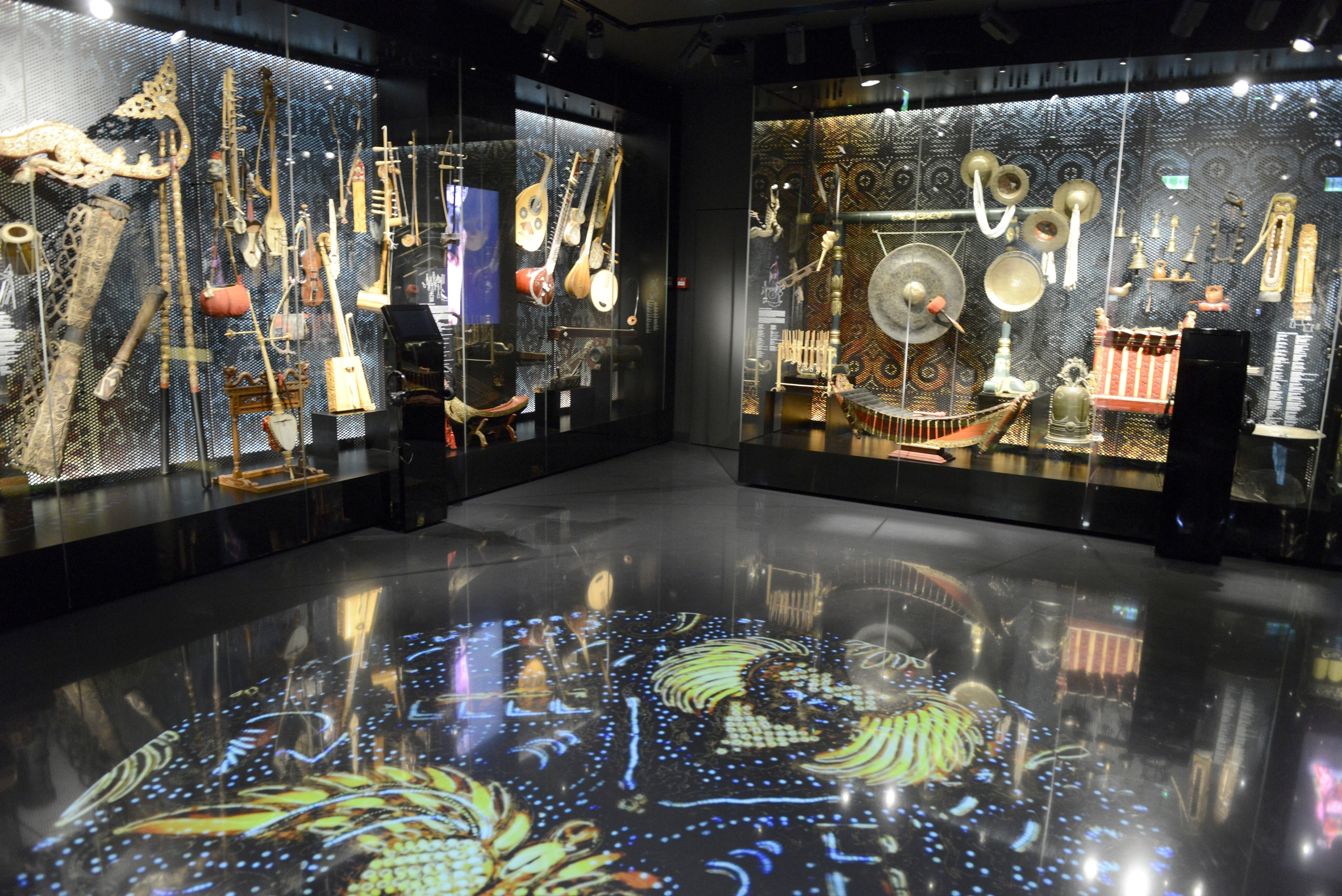
Strefa dźwięków – wystawa stała w Muzeum Azji i Pacyfiku

We wrześniu 2016 r. w Muzeum Azji i Pacyfiku otwarto pierwszą część ekspozycji stałej zatytułowaną Strefa Dźwięków. Wystawa prezentuje 120 instrumentów muzycznych pochodzących z różnych obszarów kulturowych i krajów. Są to zarówno instrumenty o prostej konstrukcji, na których grywano po amatorsku, jak i prawdziwe dzieła sztuki, których używali zawodowi muzycy na dworach władców. Kontekst kulturowy oraz ich funkcje przedstawione są za pomocą różnorodnych multimediów. Dają one możliwość poznania zarówno tradycyjnej roli instrumentu, jak i współczesnych przemian zachodzących w sferze muzyki pod wpływem wzajemnego przenikania się różnych kultur.
W czerwcu 2022 r. otwarto wystawę stałą Podróże na wschód. Eksponuje ona ponad 900 obiektów z obszarów Azji i Oceanii, w tym obiekty z krajów arabskich, przykłady strojów i malarstwa z epoki Kadżarów z Iranu, bogata kolekcja ubiorów, biżuterii i rękodzieła z Azji Centralnej, artefakty związane z życiem i wyznaniami koczowniczych ludów Mongolii oraz najliczniejsza kolekcja z ponad 18 tys. indonezyjskich wysp, w skład której wchodzą między innymi maski, tradycyjna broń biała i modele statków z goździków. Podzielona jest na 5 części (stref):
- Azja południowo-zachodnia;
- Azja centralna;
- Mongolia;
- Indonezja;
- Strefa Dźwięków[15].

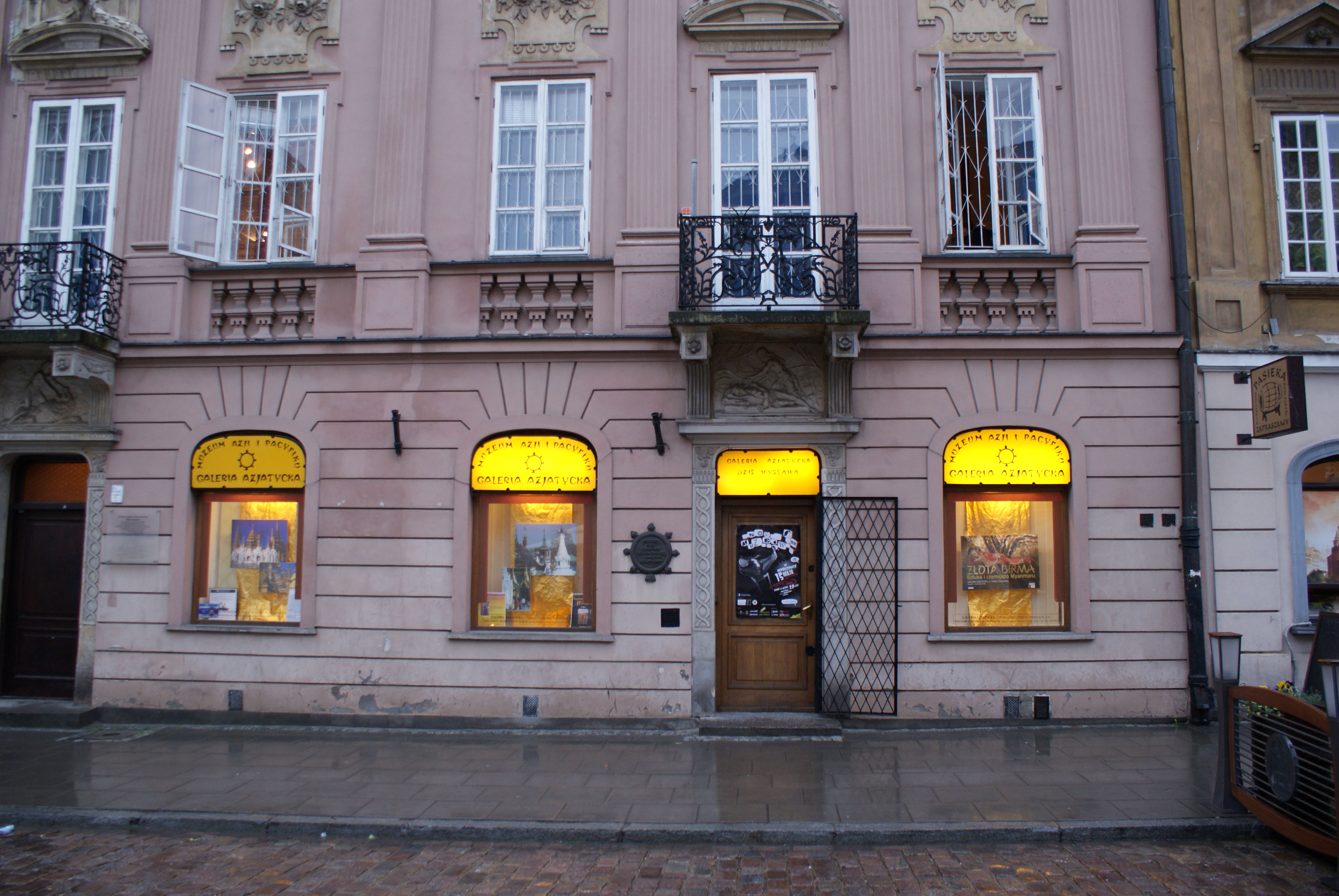
Kamienica, w której mieściła się Galeria Azjatycka

W 2016 r. do użytku oddana została także nowa sala wystaw czasowych, w której odbyły się m.in. następujące wystawy:
- Azja / Pacyfik / Solec 24[16]
- Odkryte – Zakryte. Mężczyzna i kobieta w tradycyjnych społecznościach muzułmańskich[17]
- Szkoda wyrzucić! Design japońskich opakowań[18]
- Świat Ajnów. Od Bronisława Piłsudskiego do Shigeru Kayano[19]

## Eksponaty

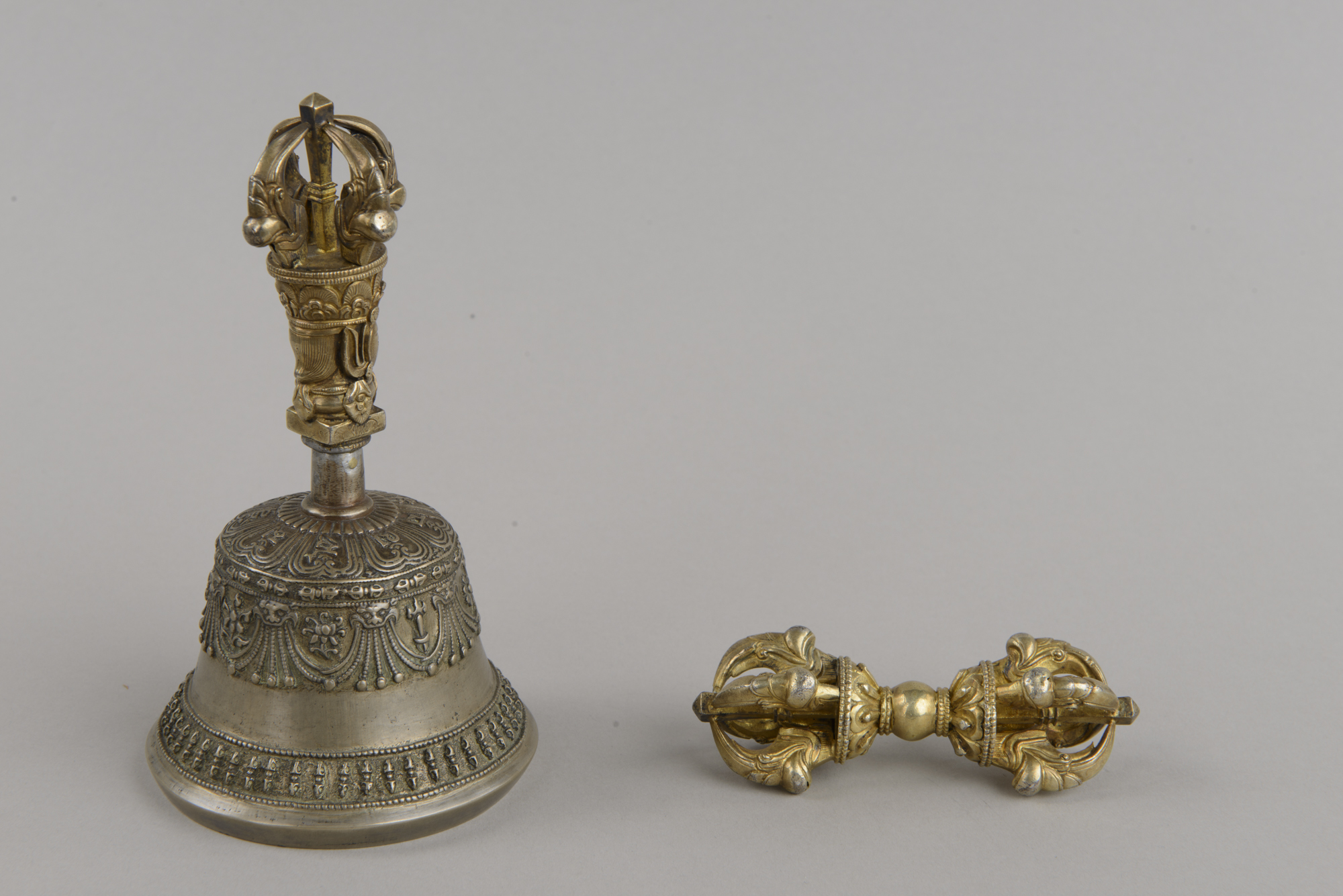
Dzwonek i Berło Mocy Wadżra (Chiny)
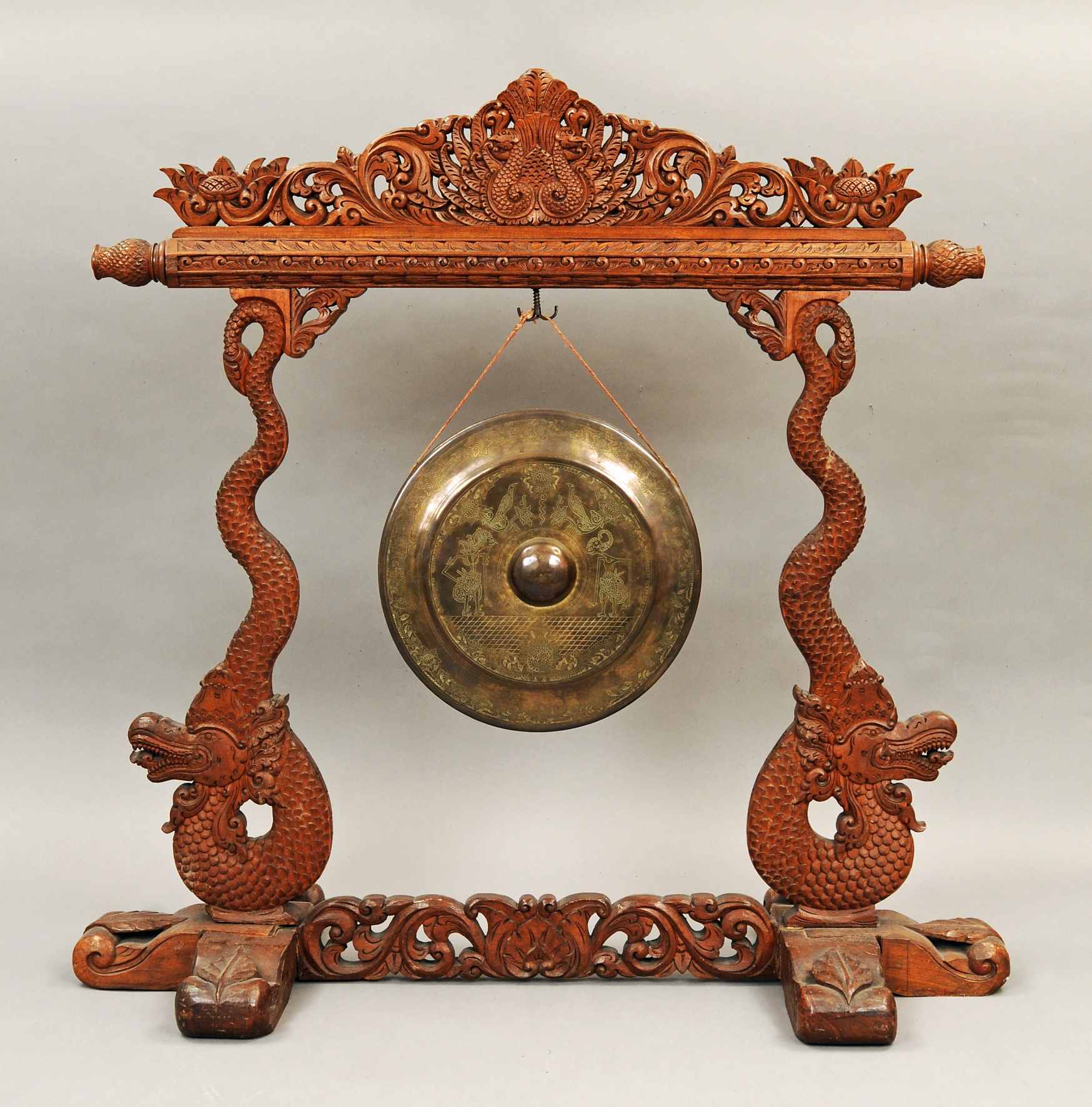
Gong (Jawa Środkowa)
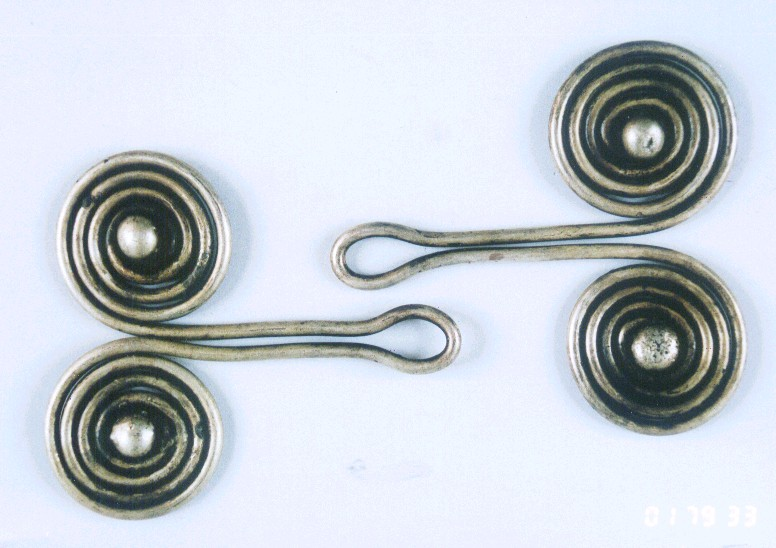
Kolczyki typu Padang (Sumatra)
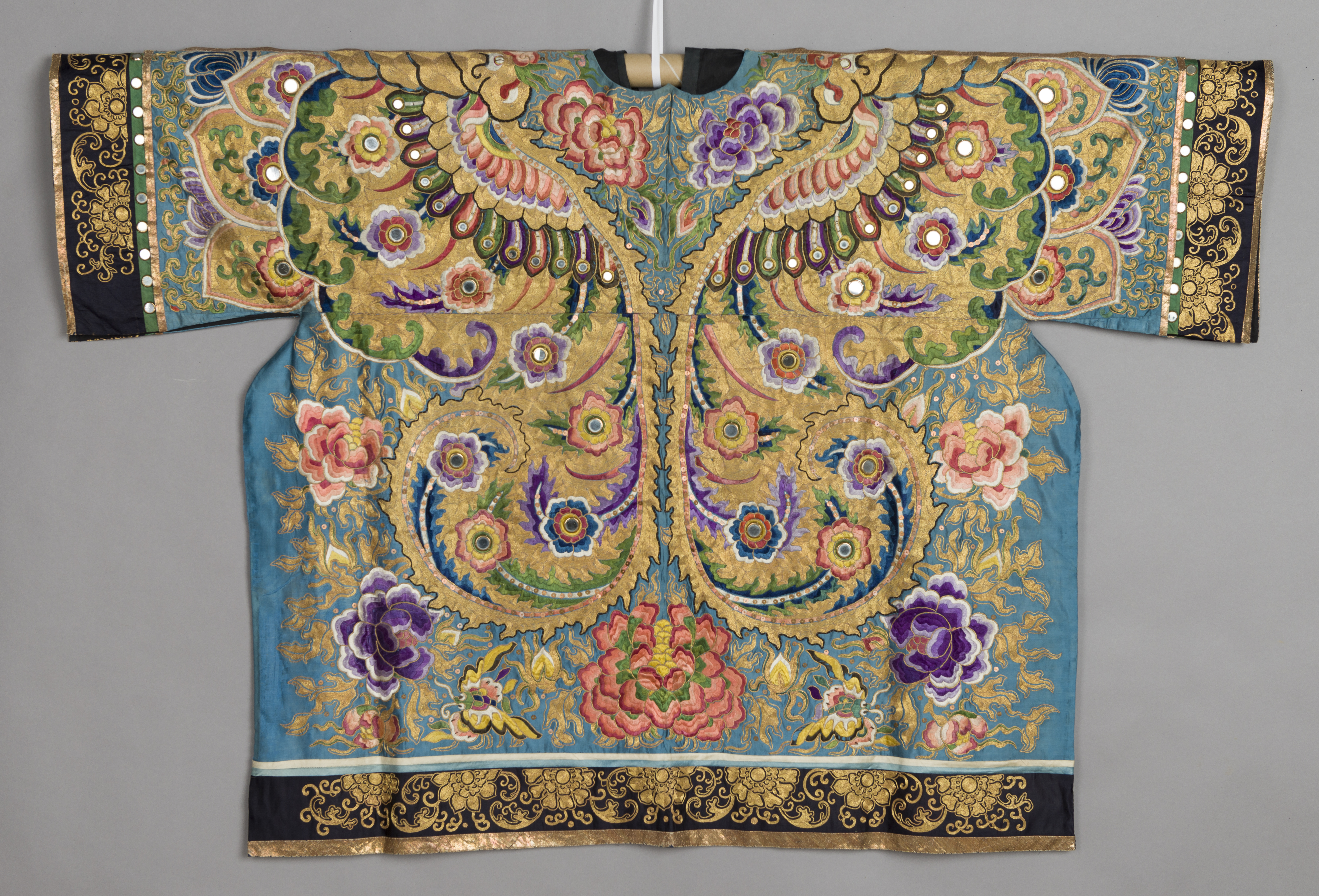
Kostium teatralny (Chiny)
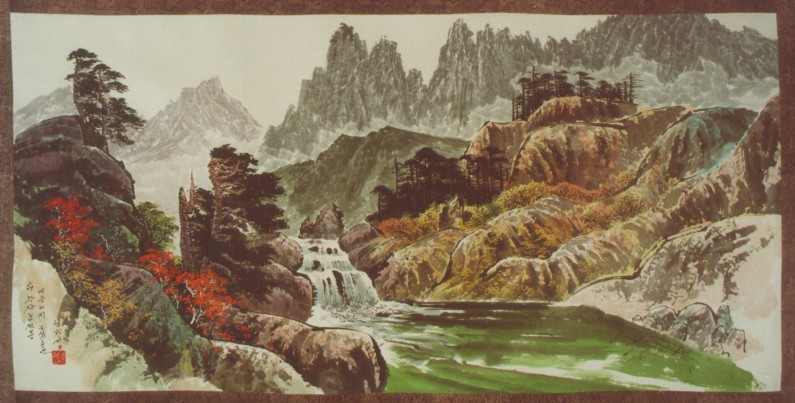
Krajobraz górski – Chang Sob (Korea)
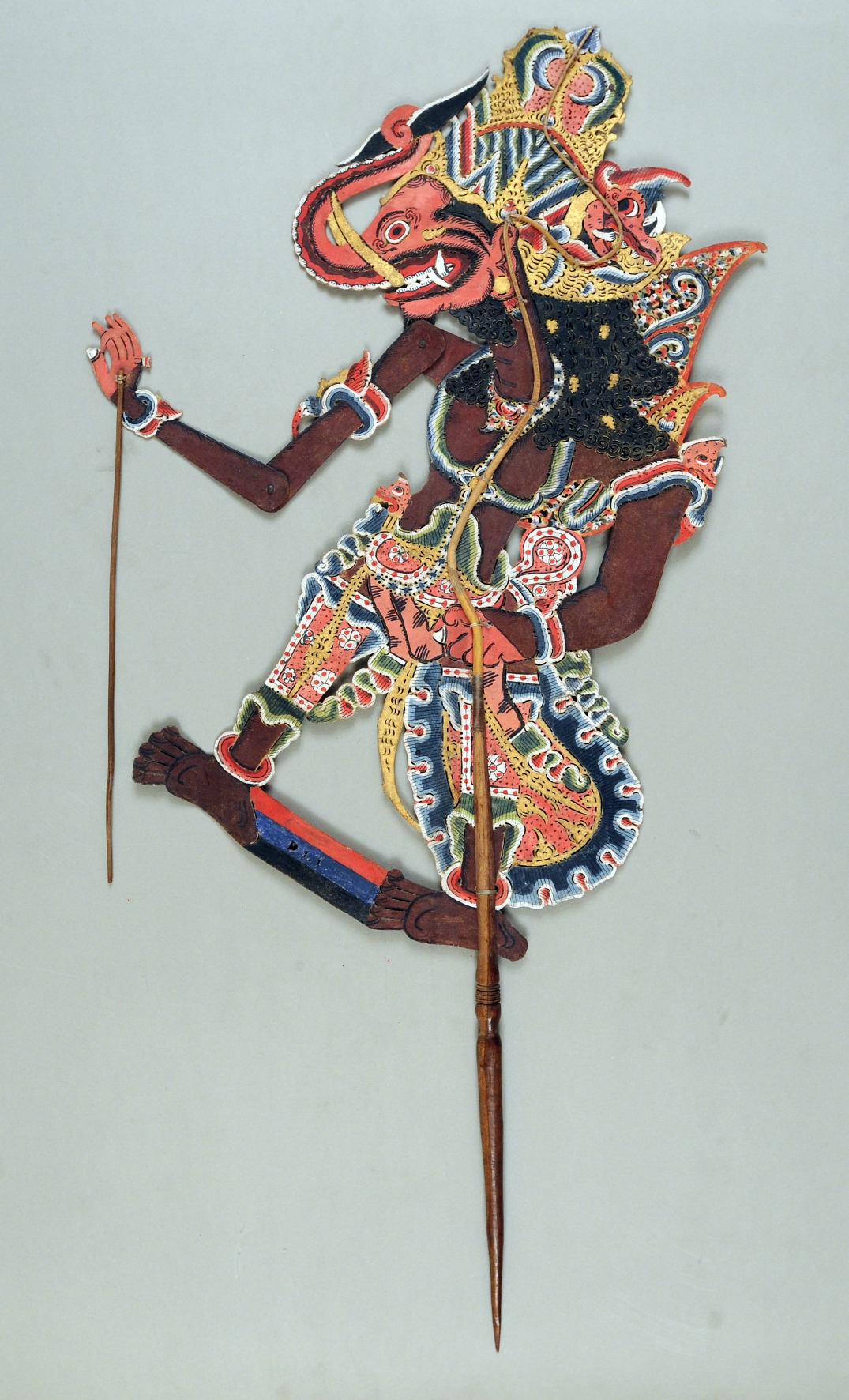
Lalka teatru cieni Wayang Kulit – Ganeśa (Indie)
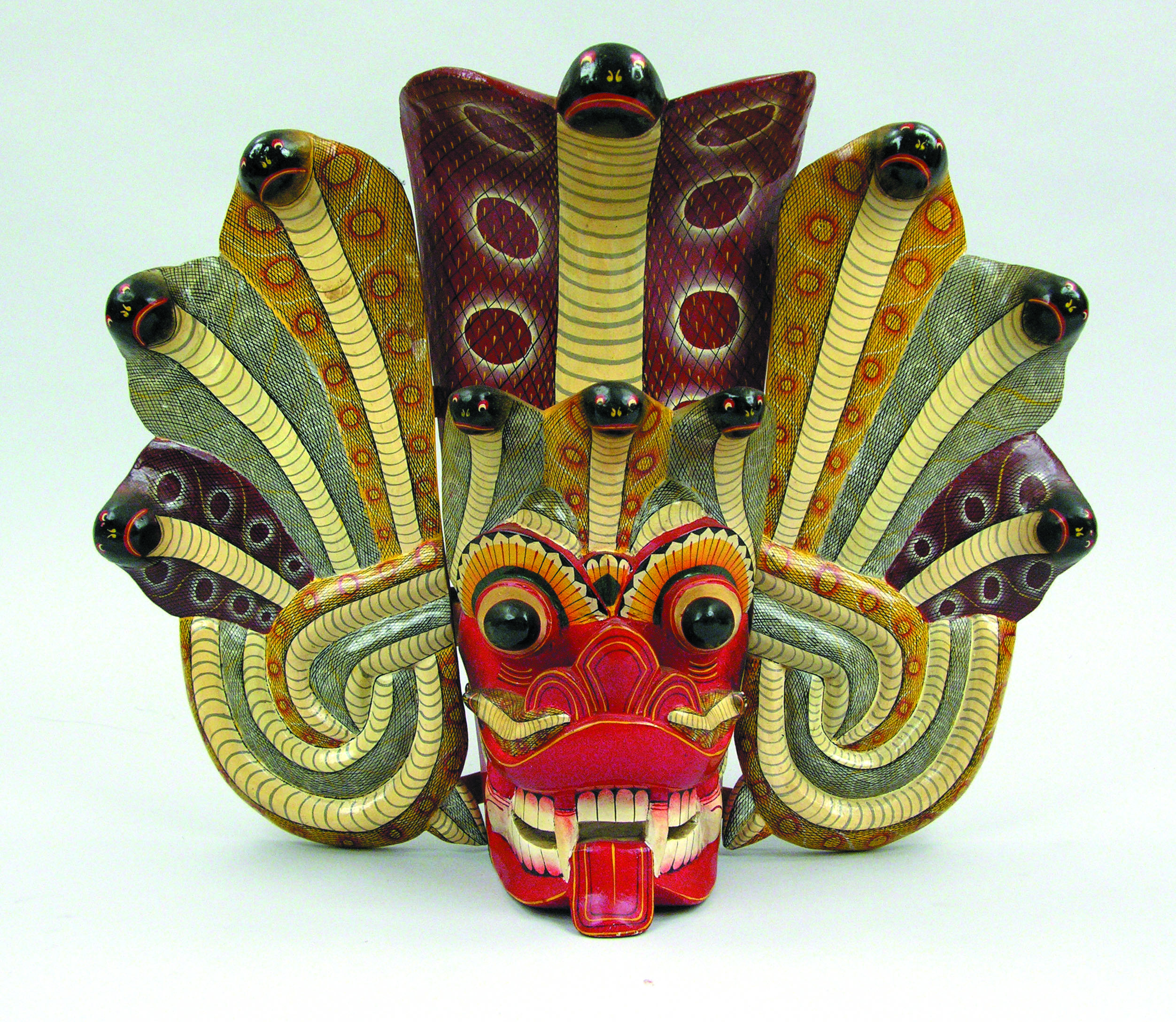
Maska taneczna (Sri Lanka)
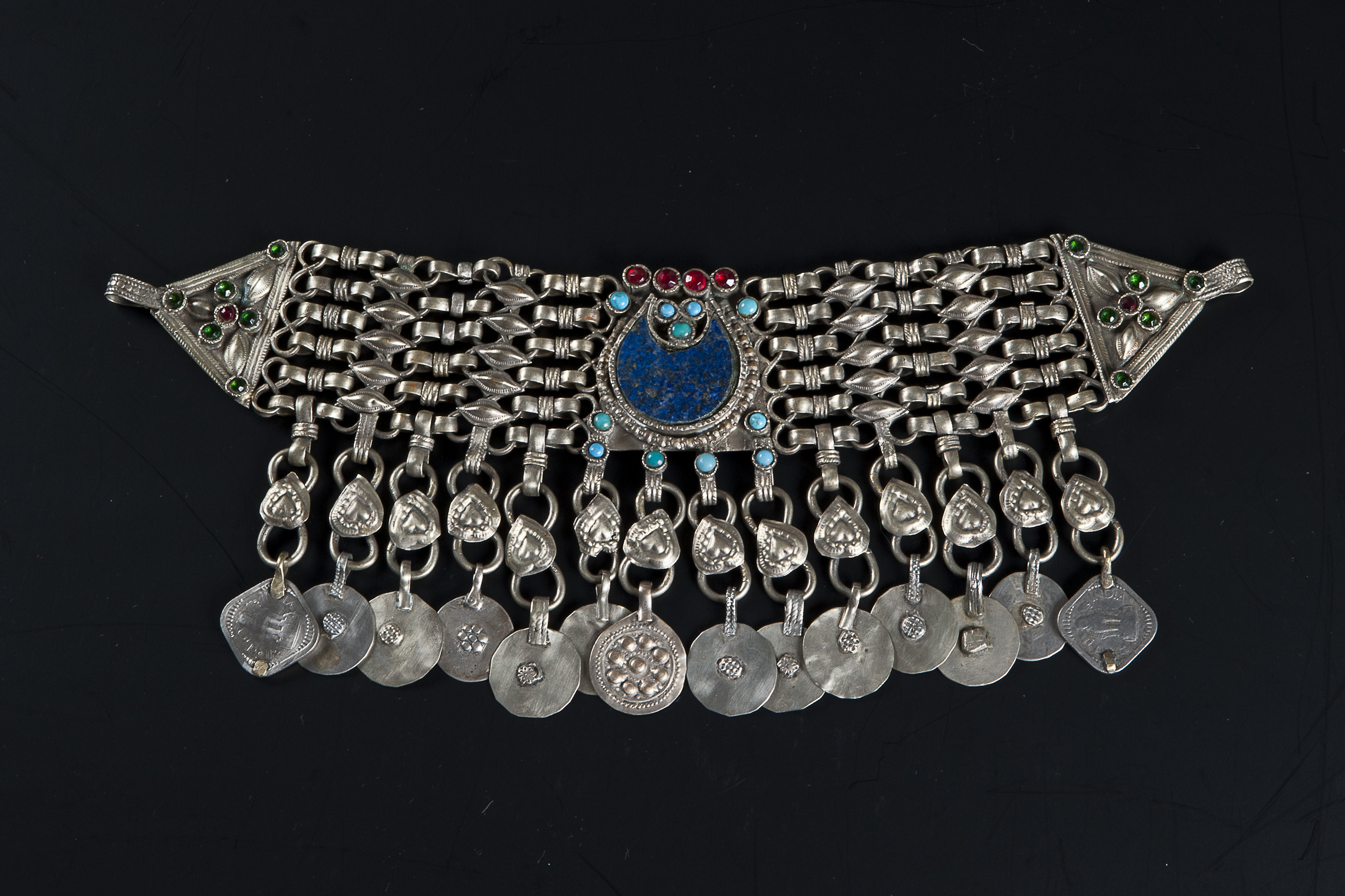
Naszyjnik (Afganistan)
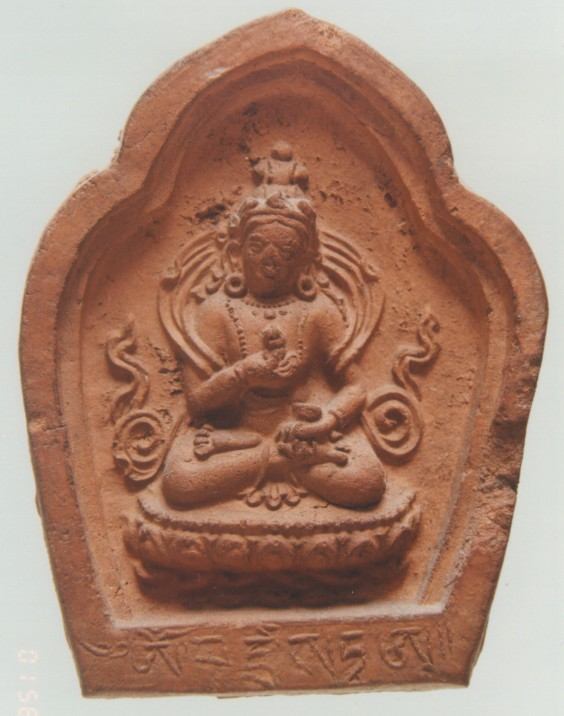
Płaskorzeźba Tsa-Tsa – Budda (Mongolia)
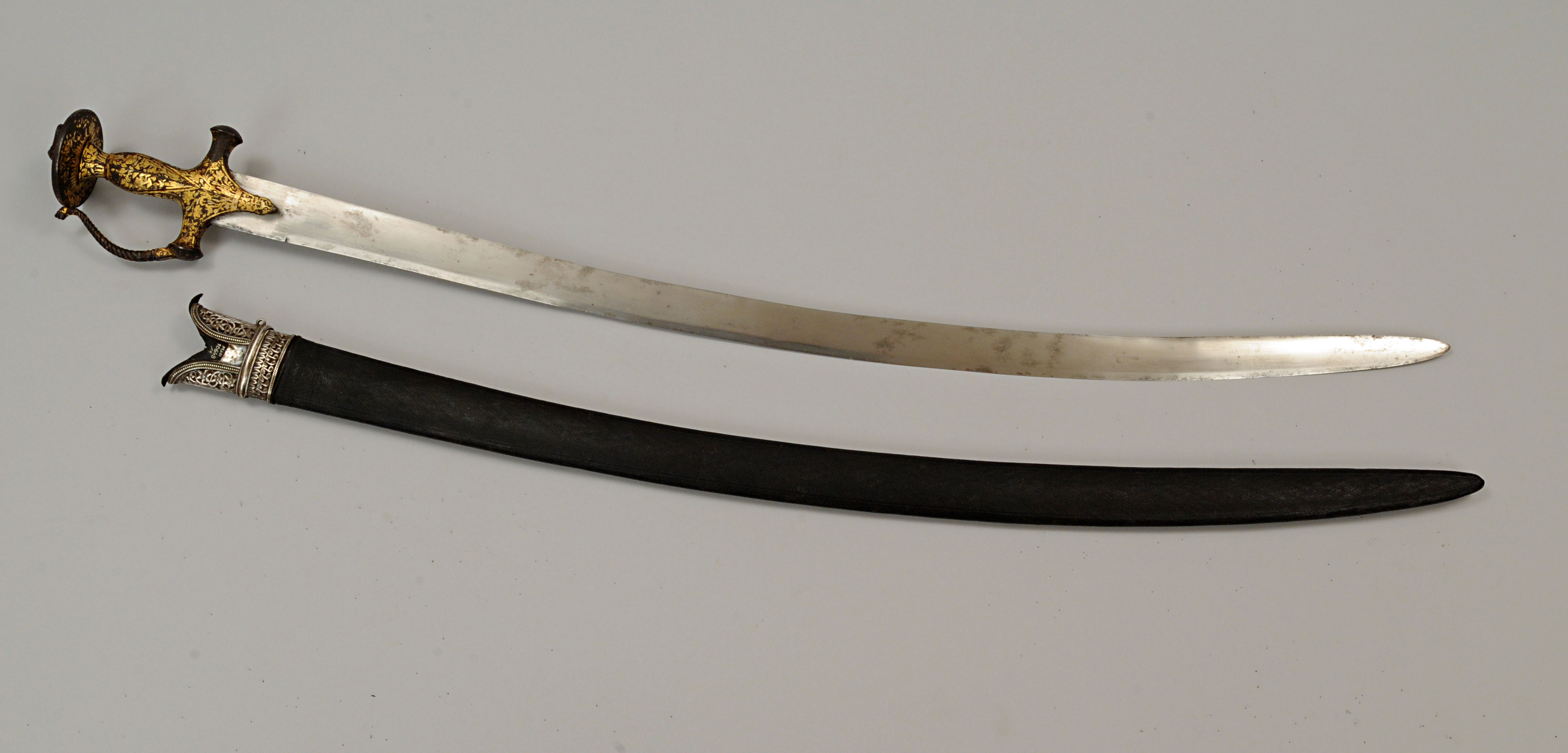
Szabla talwar (Indie)
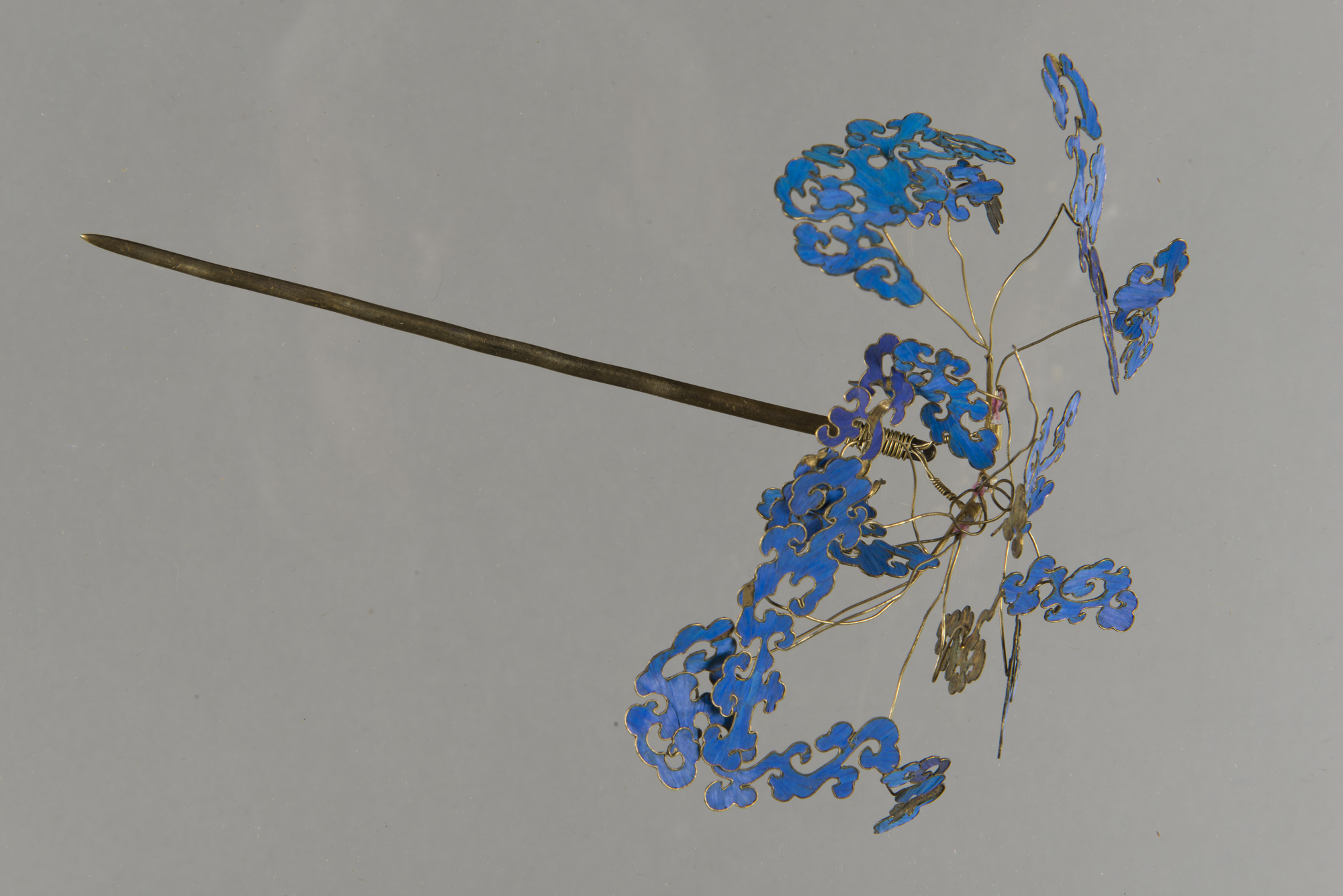
Szpilka do włosów (Chiny)
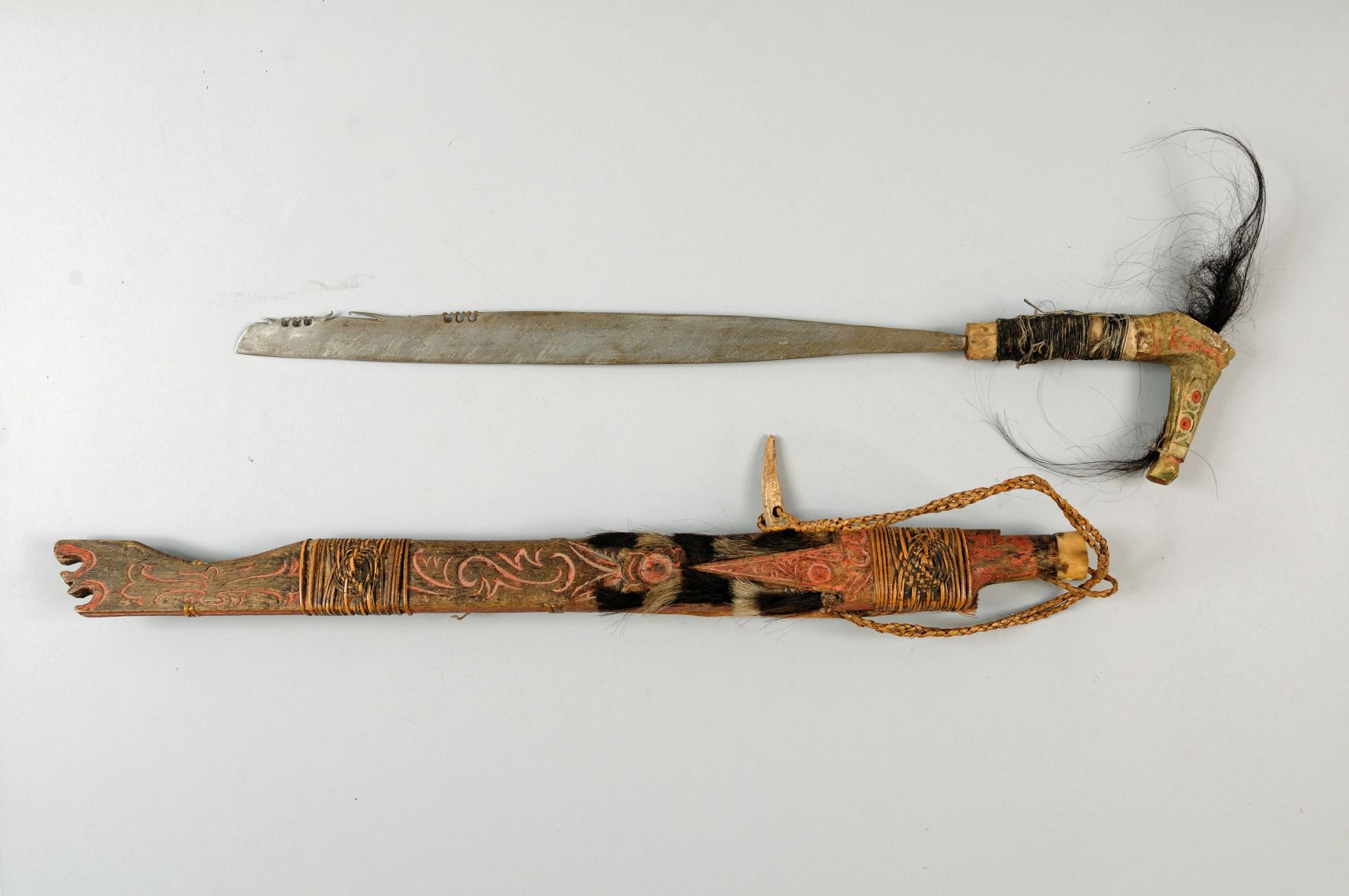
Tasak parang (Indonezja)
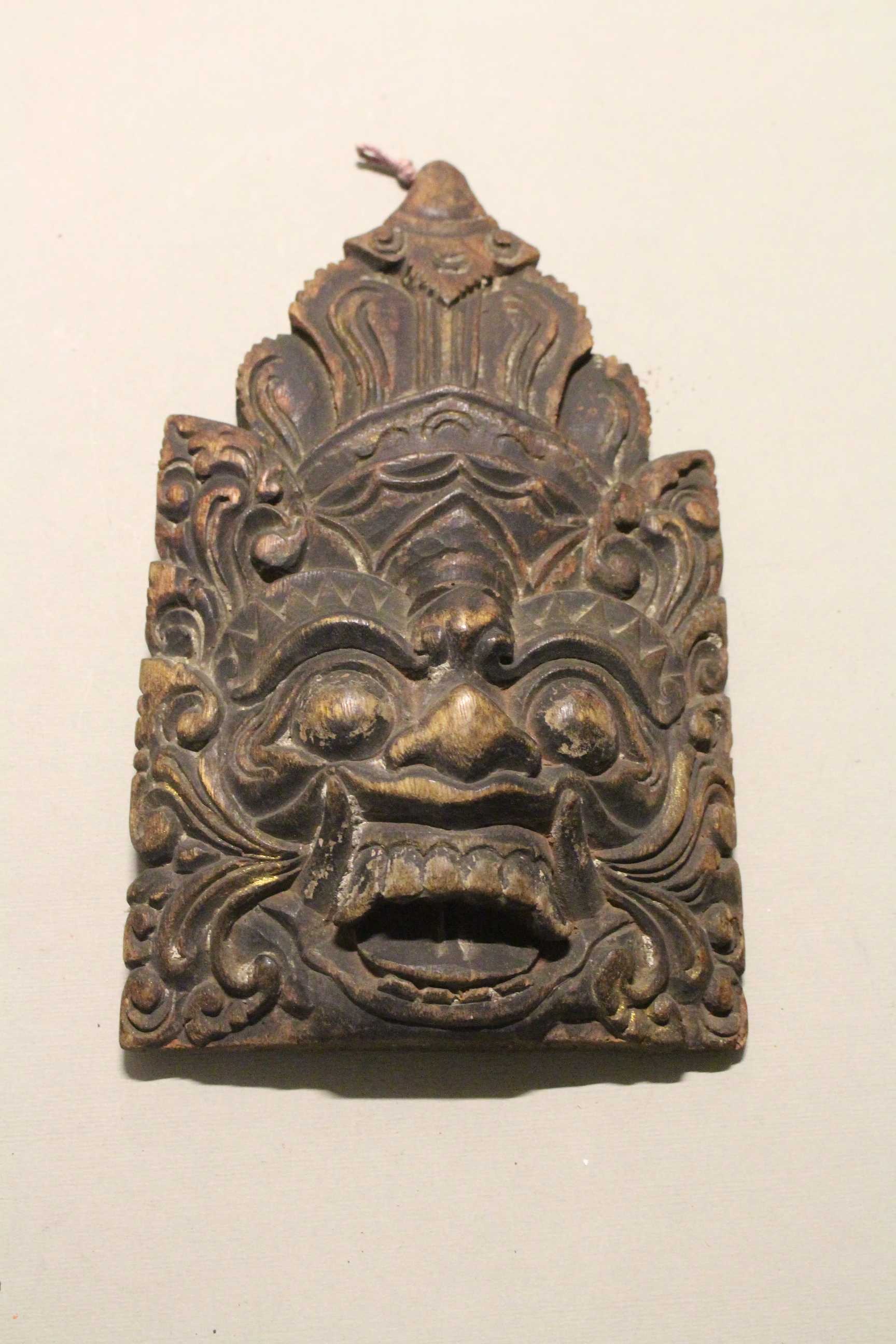
Maska – twarz demona (Indonezja)
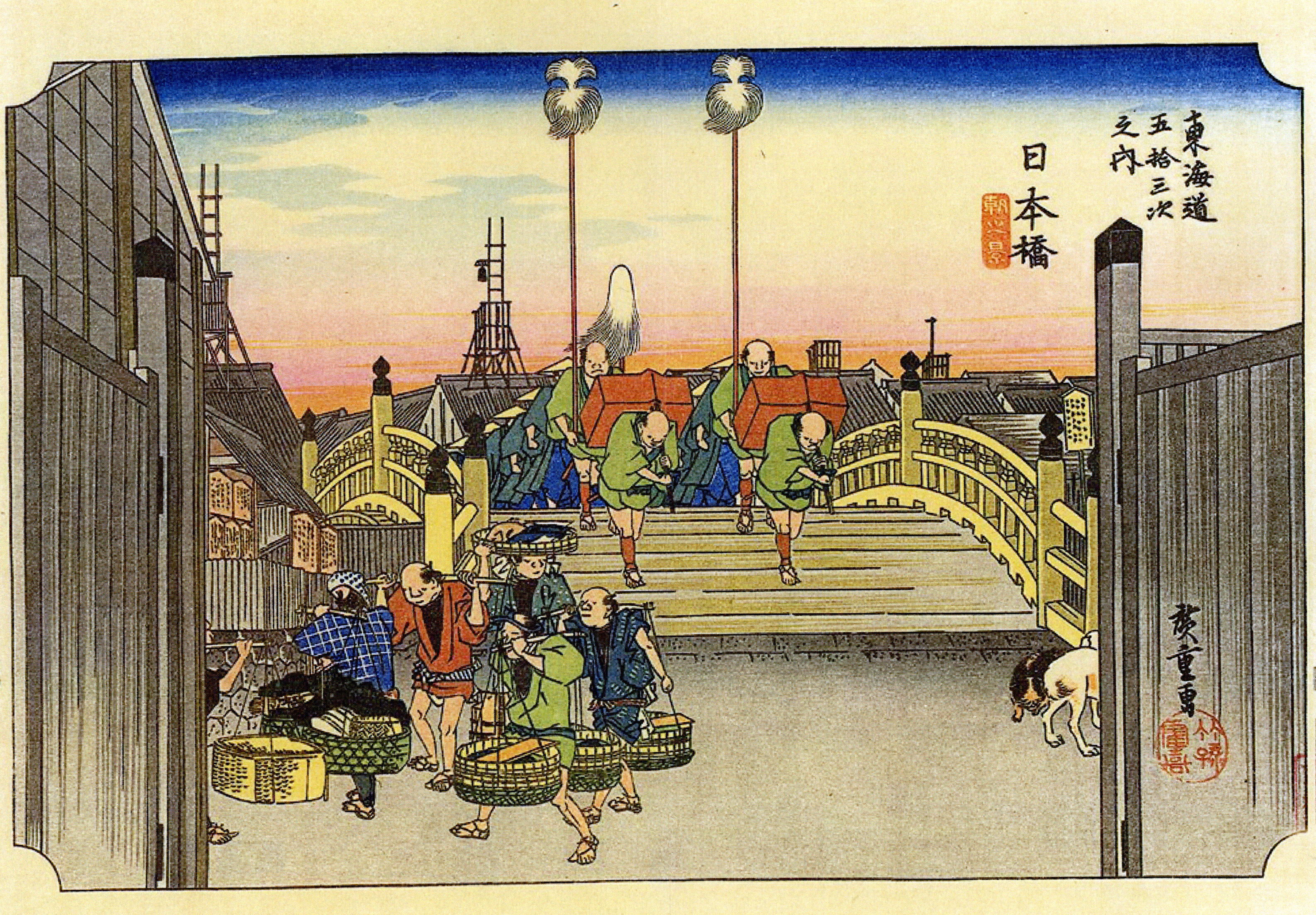
Hiroshige Andō (1797–1858), Most Nihonbashi w Edo, z cyklu 53 stacje Tōkaidō